# Paul Friedrichs (Unternehmer)

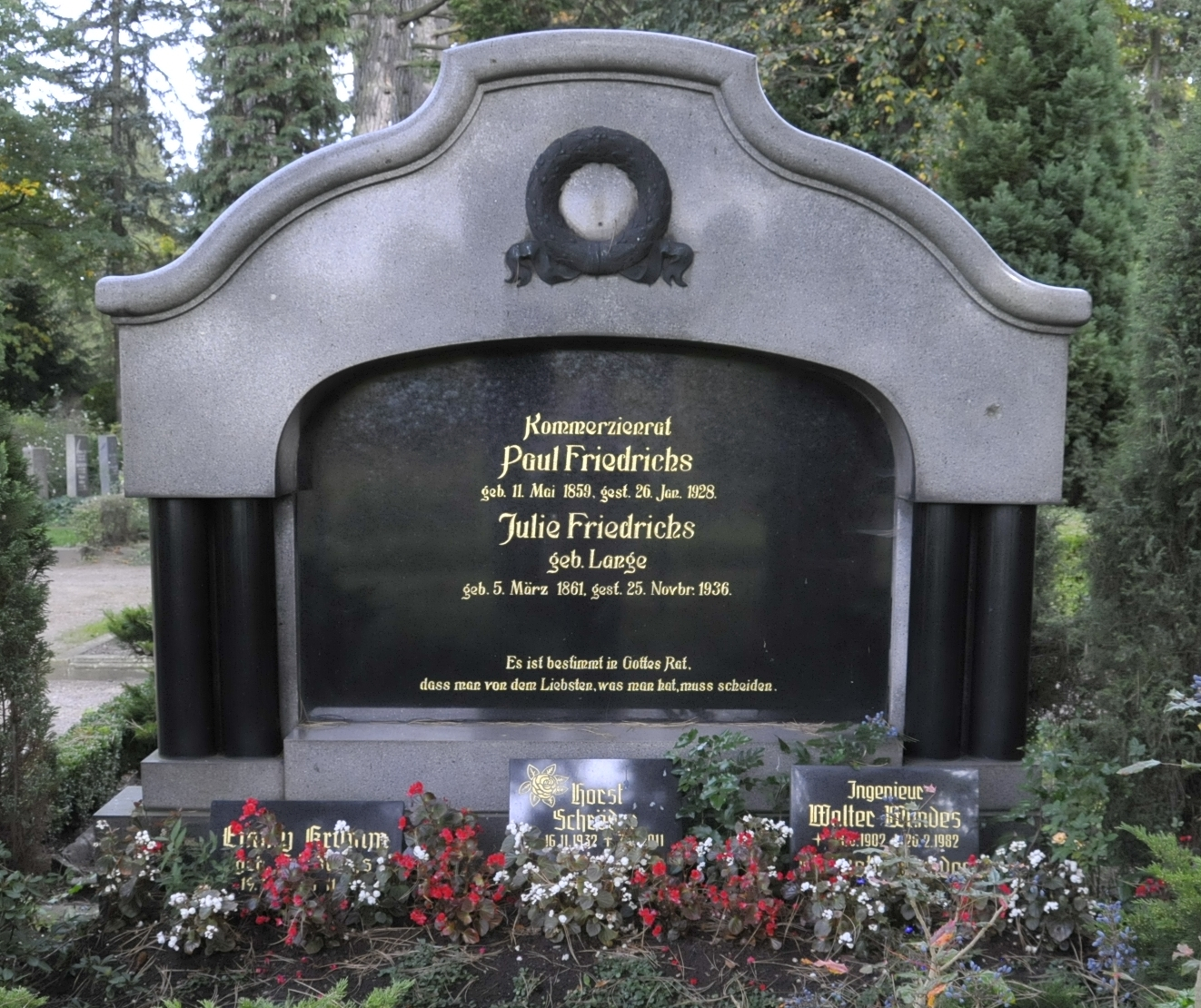
Grabmal der Familie

Emil Paul Friedrichs (* 11. Mai 1859 in Gotha; † 26. Januar 1928 ebenda) war ein deutscher Unternehmer in der Ziegeleiindustrie.
Friedrichs wurde als Sohn von Louis Ferdinand Friedrichs (* 16. Juli 1831; † 29. Juni 1905) und dessen Ehefrau Emma A. R. Friedrichs geb. Wolffram (* 19. November 1839; † 7. September 1895) geboren. Der Vater gründete 1863 an der Friemarer Straße in Gotha die Ziegelei Louis F. Friedrichs. Hier befanden sich auch die Büros und ein kleiner landwirtschaftlicher Betrieb, den die Familie nebenher betrieb. In Gotha gab es damals noch zwei weitere Ziegeleien, zu denen das Unternehmen in direkter Konkurrenz stand.
Emil Paul Friedrichs übernahm schon bald die Ziegelei, in der Mauerziegel und Dachziegel aller Art und in Sonderformen hergestellt wurden. Er erlangte in seiner Branche und in der Stadt Gotha hohes Ansehen, wurde Mitglied einer Logenvereinigung und bekam den Ehrentitel eines Kommerzienrats verliehen. Seit 1885 wirkte er in der Ziegelei-Berufsgenossenschaft mit, in deren Vorstand er 1897 aufstieg, und deren Vorsitz er von 1922 bis zu seinem Tod innehatte. Im Jahr 1890 kaufte Friedrichs die Villa von Gustav Gilbert („Gilbertsche Villa“), deren Bauherr früh starb. Hier zog er mit seiner Ehefrau Julie geb. Lange ein. Emil Paul Friedrichs starb am 26. Januar 1928 und wurde im Familiengrab auf dem Hauptfriedhof Gotha bestattet.
Durch die im Ersten Weltkrieg einsetzende Inflation geriet die Ziegelei Friedrichs wie viele andere Betriebe in wirtschaftliche Schwierigkeiten. In Folge der 1929 ausgebrochenen Weltwirtschaftskrise rutschte das Familienunternehmen Anfang der 1930er Jahre in die Insolvenz und wurde liquidiert.